# Distretto di Charoen Sin
Il distretto di Charoen Sin (in thailandese: เจริญศิลป์) è un distretto (amphoe) della Thailandia, situato nella provincia di Sakon Nakhon.